# 純情 (郷ひろみの曲)
「純情」（じゅんじょう）は、1982年2月1日に発売された郷ひろみ41作目のシングル。

## 収録曲
全曲　作詞:三浦徳子／編曲:若草恵
1. 純情（3分35秒）
  - 作曲:羽岡仁
2. どこまでもふたり（4分03秒）
  - 作曲:穂口雄右